# Tour de Flandes 1925
El Tour de Flandes 1925 es la 9.ª edición del Tour de Flandes. La carrera se disputó el 29 de marzo de 1925, con inicio y final en Gante después de un recorrido de 228 kilómetros. 
El vencedor final fue el belga Julien Delbecque, que se impuso a su compañero de fuga, Joseph Pe, en su llegada a Gante. El también belga Hector Martin fue tercero.

## Clasificación final
|    | Ciclista          | Equipo              | Tiempo     |
| -- | ----------------- | ------------------- | ---------- |
| 1  | Julien Delbecque  | Armor-Dunlop        | 8h 49' 00" |
| 2  | Joseph Pe         |                     | m. t.      |
| 3  | Hector Martin     | J.B.Louvet-Pouchois | + 4' 45"   |
| 4  | Charles Juseret   |                     | + 4' 45"   |
| 5  | Adolf van Bruaene | La Française        | + 4' 45"   |
| 6  | Maurice de Waele  | Wonder              | + 9' 15"   |
| 7  | Aimé Dossche      |                     | + 9' 15"   |
| 8  | Leon Luites       |                     | + 10' 15"  |
| 9  | Jean Hardy        |                     | + 10' 15"  |
| 10 | Marcel Houyoux    |                     | + 10' 15"  |